# مانويل بيريز كارديناس
مانويل بيريز كارديناس (بالإسبانية: Manuel Pérez Cárdenas)‏ هو اقتصادي وسياسي مكسيكي، ولد في 30 نوفمبر 1953 في تبيك في المكسيك. حزبياً، نشط في حزب العمل الوطني. وقد انتخب عضو مجلس النواب المكسيك.